# Litoria everetti
Litoria everetti és una espècie de granota del gènere Litoria de la família dels hílids. Originària d'Indonèsia i Timor-Leste.